# Britta Oppelt
Britta Oppelt, nemška veslačica, * 5. julij 1978, Berlin.
Oppeltova je za Nemčijo nastopila na Poletnih olimpijskih igrah 2004 v Atenah, kjer je v dvojnem dvojcu s Peggy Walesko osvojila srebrno medaljo. Štiri leta kasneje je na Poletnih olimpijskih igrah 2008 v Pekingu z nemškim nemškim dvojnim četvercem osvojila bronasto medaljo. 
Že leta 1997 je z nemškim osmercem nastopila na Svetovnem prvenstvu. Čoln je tam osvojil bronasto medaljo.